# 弗蘭克斯鎮區 (阿肯色州伍德拉夫縣)
弗蘭克斯鎮區（英語：Franks Township）是位於美國阿肯色州伍德拉夫縣的一個行政鎮區。

## 地方資料
弗蘭克斯鎮區的面積為90.86平方千米，當中陸地面積為90.42平方千米，而水域面積為0.44平方千米。根據2010年美國人口普查的數據，當地共有人口124人，而人口密度為每平方千米1.36人。